# Lawina w Papui-Nowej Gwinei
Lawina w Papui-Nowej Gwinei – lawina kamienista, która zeszła 24 maja 2024 roku w Muritace w prowincji Enga w środkowej, górzystej części Papui-Nowej Gwinei. Liczba ofiar szacowana jest na 2000 osób, jednak odnaleziono tylko sześć ciał. Wielu innych zaginęło, w tym około 2500 mieszkańców wiosek Kaokalam i Tulipana. Jest to najbardziej śmiercionośna klęska żywiołowa w kraju od trzęsienia ziemi w Papui-Nowej Gwinei w 1998 roku i najbardziej śmiercionośne osunięcie się ziemi na świecie od czasu tragedii w Vargas w Wenezueli w 1999 roku, gdy zginęło między 10 a 30 tysięcy osób.

## Tło
Papua-Nowa Gwinea regularnie mierzy się ze śmiertelnymi osuwiskami spowodowanymi górzystym terenem, warunkami pogodowymi, klimatem oraz złym zarządzaniem. W 2024 roku w kraju wystąpiły intensywne opady deszczu i powodzie. W kwietniu w osuwisku zginęło 14 osób, a miesiąc wcześniej co najmniej 213 osób.

## Katastrofa
Katastrofa miała miejsce 24 maja około godziny 03:00 czasu UTC+10:00 po osunięciu się dużej ilości skał z góry Mungalo. Tragedia dotknęła sześć wiosek w Maip Muritaka. W samej wiosce Kaokalam zniszczono dziesiątki domów, a według szacunków 300 osób straciło życie. Skały zablokowały drogę w pobliżu kopalni złota Porgera oraz trasę do wioski Kaokalam, budząc obawy o dostawy paliwa i towarów dla mieszkańców. Zablokowana została także droga do stołecznego Port Moresby. Urzędnik Międzynarodowej Organizacji ds. Migracji Serhan Aktoprak szacuje, że obszar objęty osuwiskiem odpowiada „trzem do czterech boisk piłkarskich”. Warstwa osuniętych skał wynosi około 6 do 8 metrów.
Po katastrofie pojawiają się sprzeczne szacunki dotyczące liczby ofiar, co wynika z braku aktualnych statystyk dotyczących populacji, gdyż ostatni spis powszechny miał miejsce w 2000 roku. 27 maja oszacowano, że w wyniku osunięcia się ziemi zginęło 2000 osób. Dane nie zostały jednak potwierdzone przez papuaski rząd. Po tragedii znaleziono sześć ciał. Siedem osób zostało rannych, cztery inne udało się uratować, a 1182 domy uległy zniszczeniu lub zasypaniu. Pod osuwiskiem znalazło się także ponad 5000 świń, 100 sklepów i pięć pojazdów.